# 大声钻石
《大聲鑽石》（日语：大声ダイヤモンド），是AKB48的第10张单曲，也是与King Records签约后的第1作。通常盘与剧场盘两种式样分别由You，Be Cool!/KING RECORDS与NEW KING RECORDS在2008年10月22日发售。中心成員由前田敦子、松井珠理奈擔當。

## 概要
由于上作《樱花的花瓣们2008》的發售方式違反反托拉斯法等问题引发诸多争议，导致AKB48与原签约唱片公司DefSTAR Records的契约中止，导致在其后的8个月时间内除了以音樂下载的方式发售的單曲《Baby! Baby! Baby!》之外，未能发售任何一张单曲。所以，本作也是AKB48与King Records签约后的首张单曲。
分为两种式样发售，分别为剧场盘与通常盘。两者在封面式样、收录曲目与附属DVD内容上均有区别（下述）。
广告标语为“大声喊出，即成钻石”（大声で叫べば、ダイヤモンドになる）。
本單曲是由松井珠理奈擔任單曲封面主角與主唱之一，但當時她所屬的姊妹團體SKE48甫剛開始公演、尚未正式發行單曲。在拍攝照片時，导演叫松井随便喊点什么，於是她在正式拍攝時喊出（麻里子大人）。
北原里英、宮崎美穗、指原莉乃、松井珠理奈首次进入选拔组。同时，前作《Baby! Baby! Baby!》的选拔成员中，除於2008年8月15日被解僱的菊地彩香外、中西里菜、梅田彩佳、大堀惠均落选。
本作在Oricon单曲周榜排名中最高达到第3位，刷新了《BINGO!》、《我的太阳》及《浪漫，不需要》三作所创下的第6位的纪录。
印在封面等处的單曲曲名，其文字是出自当时Team K成員之一的小野惠令奈。
AKB48的元老级成员高桥南表示“大约从这首曲子开始，真正地感觉到我们的支持者越来越多了”。
本作歌词同时存在英文版本。AKB48在參加於巴黎所舉辦的2009年日本博覽會（Japan Expo 2009）、於美國舉辦的紐約卡漫節（New York Anime Festival）、與在戛纳所舉辦的MIPCOM等海外公演活动中時，使用的即为此英文版歌词。英文版的主唱是由成员中较为擅长英语的秋元才加擔任。预定参加公演的成员直到1周前才被告知“如果不能用英语唱完整首歌就不能去（参加公演）”並開始進行練習，否則縱使是選拔組的成員，如果經驗不足以擔負在日本國外公演所需，一樣不能上台表演。

## 音源流出风波
本曲的解禁时间点是9月15日播送的bayfm特别节目“Holiday Special bayfm meets AKB48 3rd Stage〜REAL〜”。但不知因何原因，9月9日凌晨，本作编曲前的曲子即流传至互联网。AKS方面在官方博客上表示将采取法律措施，但之后并无发布任何后续进展。
此外，这一事件后来被演唱会“AKB48 難道說，這場演唱會的音源不會流出嗎？”（AKB48 まさか、このコンサートの音源は流出しないよね?）引用當作演唱會標題。

## MV
PV采用了短剧的形式。导演为曾执导《樱花的花瓣们2008》PV的高桥荣树。
拍摄工作是于2008年9月，在东京都千代田区的文化学院入口附近、讲堂、楼道、教室、图书室等多处地方进行。
除SKE48的松井珠理奈外，AKB48包括研究生在内共有69名成员参加了PV的录制，另外在演唱會現場等場景中，也動員了許多女性臨時演員扮演現場观众。
场景设定为一所經常在AKB48作品中出現的虛構學校“松岗女子高等学校”的文化祭活动当中，即“AKB48扮演一群普通的高中女學生，組成團體模仿AKB48進行演唱”的劇情。
在PV的剧情设定中，该校2年级B班的学生（松井珠理奈）在校内募集有志者，組成表演團體以便在校內文化祭上演唱《大声钻石》。被召集来的学生邊看着AKB48的录像开始进行自主练习，但根本不成样子。校内舞蹈团队的成员宮澤佐江、秋元才加、高橋南與板野友美等人看不下去她們的表現，主動参與排演，并指导其他参加者。在練習中参加者们的动作逐渐成熟，只有前田敦子一人由于一直担心大学的入学考试而无法跳好，以至于与舞蹈团队的队长（宫泽）就教授方法问题发生冲突。正式演出当天，前田没有露面，而演出就直接开始，其他参加者慌忙站上舞台。
当中前田与宫泽發生冲突这一场景，在发给其他成员的剧本中均没有提及，而两人拿到的剧本上除这一场景的劇情之外，导演還特別註記“不能将此事告诉其他成员”，以求現場錄影時其他成員的反應能更逼真。

## 媒體使用
大声钻石
- 東京電視台系電視劇24《Men☆dol 〜帥男偶像〜》片尾曲
- TBS系《都交給秋子吧！（日语：アッコにおまかせ!）》片尾曲
- 東京電視台系《週刊AKB》開頭曲
- TeamA 5th Stage「恋愛禁止条例」公演使用曲。

## 收录曲目

### 通常盤
1. 《大声钻石》（大声ダイヤモンド）[4:09]
作词：秋元康，作曲、编曲：井上義正（日语：井上ヨシマサ）
2. 《109》（マルキュー）[3:57]
作词：秋元康，作曲：伊藤心太郎，编曲：野中雄一
3. 《大声钻石》 - Team A版本
4. 《大声钻石》 - Team B版本

DVD
1. 《大声钻石》PV
2. Making of 《大声钻石》

特典（仅限首批出货部分）
- 握手会参加券（福岡、大阪、爱知、新宿）以及特别版封面1种（共19种，分别为除松井的其他选拔成员）

### 剧场盘
1. 《大声钻石》
2. 《109》
3. 《大声钻石》 - Team K版本
4. 《大声钻石》 - Team 研究生版本
5. 《大声钻石》 - SKE48版本

DVD
1. 《大声钻石》PV
2. 告白映像
3. SKE48的轨迹

特典
- 剧场握手会参加券（AKB48剧场、SUNSHINE STUDIO）
- 生写真1枚（共90种，Team A、K、B、研究生、SKE48）

## 选拔成员
粗体标注者为在PV中身穿深色制服的前列成员

### 大声钻石
（中央位置：前田敦子、松井珠理奈）
- Team A：板野友美、大島麻衣、川崎希、北原里英、小嶋陽菜、佐藤由加理、篠田麻里子、高橋南、前田敦子、峯岸南、宮崎美穗
- Team K：秋元才加、大島優子、小野惠令奈、河西智美、宮澤佐江
- Team B：柏木由紀、指原莉乃、渡邊麻友
- SKE48：松井珠理奈[10]

team A ver.
- Team A：板野友美、大江朝美、大島麻衣、川崎希、北原里英、小嶋陽菜、駒谷仁美、佐藤亞美菜、佐藤由加理、户島花、中西里菜、成田梨紗、前田敦子、峯岸みなみ、宮崎美穗

team K ver.
- Team K：秋元才加、梅田彩佳、大島優子、大堀惠、奧真奈美、小野惠令奈、河西智美、倉持明日香、小林香菜、佐藤夏希、成瀨理沙、野呂佳代、早野薫、增田有華、松原夏海、宮澤佐江

team B ver.
- Team B：井上奈瑠[11]、浦野一美、多田愛佳、柏木由紀、片山陽加、佐伯美香、早乙女美樹、指原莉乃、田名部生來、仲川遙香、仲谷明香、仁藤萌乃、野口玲菜、平嶋夏海、松岡由紀、米澤瑠美、渡邊麻友

研究生 ver.
- 研究生：有馬優茄、石田晴香、內田真由美、瓜屋茜、大家志津香、小原春香、鈴木菜絵、高城亞樹、近野莉菜、富田麻友、中田ちさと[12]、中塚智實、野中美郷、畑山亞梨紗、藤本紗羅、村中聰美

SKE48 ver.
- SKE48：、大矢真那、小野晴香、桑原瑞希、佐藤聖羅、佐藤實繪子、柴木愛子、新海里奈、高田志織、出口陽、中西優香、平田璃香子、平松可奈子、前川愛佳、松井珠理奈、松井玲奈、松下唯、森紗雪、

### 109
- Team A：板野友美、大江朝美、大島麻衣、川崎希、北原里英、小嶋陽菜、駒谷仁美、佐藤亜美菜、佐藤由加理、篠田麻里子、高橋みなみ、戸島花、中西里菜、成田梨紗、藤江れいな、前田敦子、峯岸みなみ、宮崎美穂

## 脚注
1. ↑  包含音樂下載限定单曲《Baby! Baby! Baby!》。若包含独立制作时期单曲则为第12张。
2. ↑  SKE48 「松井珠理奈の轨迹」 6th单曲DVD 特典映像
3. ↑  此前的《想見你》的文字也是由小野写就。
4. ↑  《AKB48 重温时间 最佳曲目100 2010》LIVE AT SHIBUYA-AX 演唱会DVD 评论
5. ↑  《神曲集》剧场版DISC2 音频评论 峯岸南
6. ↑  《神曲集》剧场版DISC2 音频评论 柏木由纪
7. ↑  “向大家报告 （页面存档备份，存于）”AKB48官方博客 通向东京巨蛋的道路 2008年9月10日
8. ↑  文化学院blog新闻:支持AKB48! （页面存档备份，存于） 2008年10月22日付
9. 1 2 3  （页面存档备份，存于） Making of 大声钻石 - Youtube
10. ↑  当时SKE48并未进行分组。
11. ↑  本作发售时已经毕业，但仍参加了发售纪念握手会。
12. ↑  发售时已升格至Team A。